# Джейнау
Джейнау (узб. Jeynov, Жейнов) — міське селище в Узбекистані, в Мірішкорському районі Кашкадар'їнської області.
Статус міського селища з 2009 року.